# Monique Keraudren
Monique Keraudren (ou Monique Keraudren-Aymonin), née le 8 décembre 1928 à Camaret-sur-Mer (Finistère) et morte le 25 mai 1981 à Paris, est une botaniste française, spécialiste de la flore de Madagascar, des Comores et du Cameroun.
Sa thèse principale, soutenue à Paris en 1966, porte sur les cucurbitacées de Madagascar. Sa deuxième thèse s'intitule Les Flores sèches de l'Ancien Monde.
Mariée au botaniste Gérard-Guy Aymonin, son collègue au Muséum national d'histoire naturelle, elle a publié une partie de ses travaux sous le nom de Keraudren-Aymonin.

## Sélection de publications
- Flore de Madagascar et des Comores (plantes vasculaires), 1955-1967
- Flore du Cameroun, vol. 6, Cucurbitacées, 1967
- Titres et travaux scientifiques de Keraudren-Aymonin, Paris, 1971, 23 p.

## Éponymie
Son nom a été donné à plusieurs espèces, notamment : Begonia keraudreniae, Ipomoea keraudreniae, Polyalthia keraudreniae, Socratina keraudreniana, Stapelianthus keraudreniae, Vigna keraudrenii.